# Kiana Madeira
Kiana Madeira (Toronto, 4 de noviembre de 1992) es una actriz canadiense. Interpretó a Moe en la serie de televisión de Netflix Trinkets. Madeira es conocida por interpretar a Deena en la primera película de Fear Street, una trilogía de terror conocida que se encuentra en Netflix

## Primeros años
Madeira nació en Toronto, Ontario, y creció en Mississauga, Ontario. Ella es de ascendencia portuguesa por parte de su padre y de ascendencia irlandesa, de las Primeras Naciones y de negros canadienses por parte de su madre. Se interesó por la actuación a los 5 años, tras ver a John Travolta en Grease.

## Carrera
En febrero de 2019, Madeira fue elegida para el papel principal de Deena en las películas de la trilogía de La calle del terror que se estrenaron en Netflix en julio de 2021. En junio de 2021, se anunció que protagonizaría una película de acción romántica titulada Perfect Addiction junto a Ross Butler.

## Vida personal
En 2017, Madeira comenzó a salir con el actor Lovell Adams-Gray; se comprometieron en 2021. Se mudó a los Estados Unidos en 2017 para seguir su carrera como actriz, pero visita con frecuencia Canadá y su familia. Madeira es una cristiana practicante.

## Filmografía

### Películas
| Año  | Título                              | Papel                    | Notas                 |
| ---- | ----------------------------------- | ------------------------ | --------------------- |
| 2018 | Giant Little Ones                   | Jess                     |                       |
| 2018 | Level 16                            | Clara                    |                       |
| 2019 | She Never Died                      | Suzzie                   |                       |
| 2021 | La calle del terror (Parte 1): 1994 | Deena Johnson            | Película de streaming |
| 2021 | La calle del terror (Parte 2): 1978 | Deena Johnson            | Película de streaming |
| 2021 | La calle del terror (Parte 3): 1666 | Deena Johnson Sarah Fier | Película de streaming |
| 2021 | After: almas perdidas               | Nora                     |                       |
| 2022 | After: amor infinito                | Nora                     |                       |
| 2023 | Brother                             | Aisha                    |                       |
| 2023 | Perfect Addiction                   | Sienna Lane              |                       |
| 2023 | After Everything                    | Nora                     |                       |

### Televisión
| Año             | Título                                                   | Papel                 | Notas                                       |
| --------------- | -------------------------------------------------------- | --------------------- | ------------------------------------------- |
| 2007            | La mezquita de la pradera                                | Joven Halaqa #2       | Episodio: "Best Intentions"                 |
| 2010            | Harriet the Spy: Blog Wars                               | Rachel Hennessy       | Película de televisión                      |
| 2011–2013       | Really Me                                                | Julia Wilson          | Protagonista                                |
| 2011            | Salem Falls                                              | Isobel                | Película de televisión                      |
| 2011            | My Babysitter's a Vampire                                | Hannah Price          | Episodio: "Double Negative"                 |
| 2014            | One Christmas Eve                                        | Maritza               | Película de televisión                      |
| 2015            | Bad Hair Day                                             | Sierra                | Película de televisión                      |
| 2016            | The Swap                                                 | Sassy Gaines          | Película de televisión                      |
| 2016            | The Night Before Halloween                               | Lindsay               | Película de televisión                      |
| 2016            | Bruno & Boots: Go Jump in the Pool!                      | Diane Grant           | Película de televisión                      |
| 2016            | The Other Kingdom                                        | Mindy                 | Episodio: "The New Kid"                     |
| 2016            | Conviction                                               | Cindy Rosario         | Episodio: Pilot                             |
| 2017            | Neverknock                                               | Amy                   | Película de televisión                      |
| 2017            | Bruno & Boots: This Can't Be Happening in Macdonald Hall | Diane Grant           | Película de televisión                      |
| 2017            | Bruno & Boots: The Wizzle War                            | Diane Grant           | Película de televisión                      |
| 2017            | Dark Matter                                              | Lyra                  | Episodio: "It Doesn't Have to Be Like This" |
| 2017            | Wynonna Earp                                             | Poppy                 | Episodio: "Whiskey Lullaby"                 |
| 2017            | Barbelle                                                 | Brooklyn              | 2 episodios                                 |
| 2018            | Sacred Lies                                              | Angel Trujillo        | Protagonista                                |
| 2018            | Taken                                                    | Amy                   | Episodio: "Render"                          |
| 2018            | The Flash                                                | Spencer Young         | Episodio: "News Flash"                      |
| 2019–2020       | Trinkets                                                 | Moe Truax             | Protagonista                                |
| 2019            | Coroner                                                  | Amanda Reyes          | Episodios: "Scattered", "Quick or Dead"     |
| 2024 - presente | Mis aventuras con Superman                               | Kara Zor-El/Supergirl | Voz; 5 episodios                            |